# Cos de Pau
El Cos de Pau (anglès: Peace Corps) és una agència federal independent dels Estats Units. Va ser establerta pel Decret Llei 10.924 l'1 de març de 1961 i va ser autoritzada pel Congrés el 22 de setembre del mateix any en aprovar l'Acta del Cos de Pau (llei pública 87-293). L'Acta del Cos de Pau declara que el seu propòsit és:
"Promoure la pau i l'amistat mundial a través del Cos de Pau, el qual farà disponible per als països i àrees interessats als homes i les dones nord-americanes que estiguin disposats a servir i estiguin capacitats per treballar a l'estranger, sota condicions difícils si cal, i ajudar a les persones d'aquests països i àrees a satisfer les seves necessitats de mà d'obra qualificada. "
Des de 1960, més de 187.000 persones han treballat com a voluntaris del Cos de Pau a 139 països.
El president Barack Obama va nomenar a Aaron Williams com a director el 14 de juliol de 2009. Williams era anteriorment el vicepresident d'una empresa de desenvolupament internacional, i voluntari del Cos de Pau en els anys 60, a la República Dominicana.

## Propòsit i funció
El Cos de Pau envia a voluntaris a més de 70 països a treballar amb governs, escoles, organitzacions no lucratives, organitzacions no governamentals i empreses en les àrees d'educació, negoci, tecnologia d'informació, agricultura i ambient.
El programa té oficialment tres metes:
- Ajudar a les persones de països interessats a resoldre les necessitats de treballadors
- Ajudar a promoure una comprensió millor dels nord-americans cap a pobles als quals va ajudar
- Ajudar a promoure una comprensió millor per part d'altres pobles cap als nord-americans

El Cos de Pau en primer lloc anuncia la seva disponibilitat als governs estrangers.
Aquests governs llavors determinen les àrees en les quals l'organització pot estar implicada.
L'organització després revisa les assignacions sol·licitades al seu grup d'aspirants i envia voluntaris amb les habilitats apropiades als països que primer van fer les peticions.

## Història

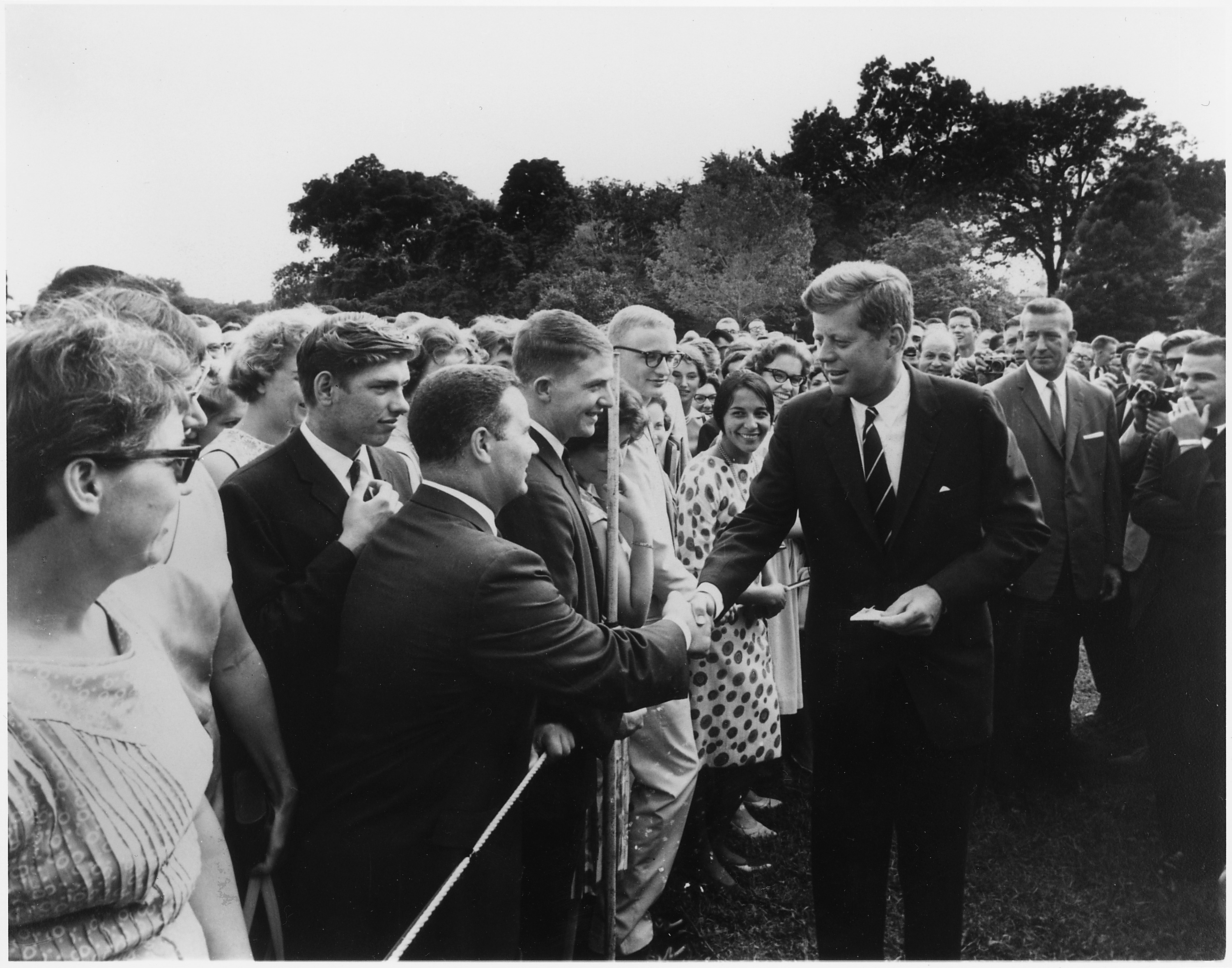
John F. Kennedy saluda diversos voluntaris el 28 d'agost de 1961.

Després del final de la Segona Guerra Mundial, diversos dels membres del congrés dels Estats Units van proposar projectes per establir les organitzacions voluntàries en països en vies de desenvolupament. El 1952, el senador O'Brien McMahon (D-Connecticut) va proposar un "exèrcit" de nord-americans joves per actuar com "missioners de la democràcia." Les organitzacions privades no religioses van començar a enviar a voluntaris a l'estranger durant els anys 50.
Encara que al President John F. Kennedy se li atribueix la creació del Cos de Pau, la primera iniciativa va venir del senador Hubert H. Humphrey, Jr (D-Minnesota), qui va introduir el primer projecte per crear el Cos de Pau el 1957, tres anys abans de JFK i del seu discurs a la Universitat de Michigan. En la seva autobiografia L'educació d'un home públic, Hubert Humphrey va escriure:
"Hi havia tres projectes d'importància emocional particular per a mi: el Cos de Pau, una agència del desarmament i el tractat de prohibició de proves nuclears.
El president, sabent com em sentia, va demanar que introduís la legislació per als tres. Vaig introduir el primer projecte del Cos de Pau el 1957. No va ser rebut amb molt entusiasme. Alguns diplomàtics tradicionals van tremolar davant el pensament de milers d'americans joves dispersos a través del seu món. Molts senadors, alguns d'ells liberals, van pensar que era una ximple i inviable idea. Ara, amb un president jove impulsant el seu pas, va arribar a ser possible i l'empenyeren ràpidament a través del senat. Està de moda ara suggerir que els voluntaris del Cos de Pau guanyen tant o més com l'experiència en els països on han treballat. Això pot ser veritat, però no ha degradat el seu treball. Van tocar moltes vides i les van fer millors."

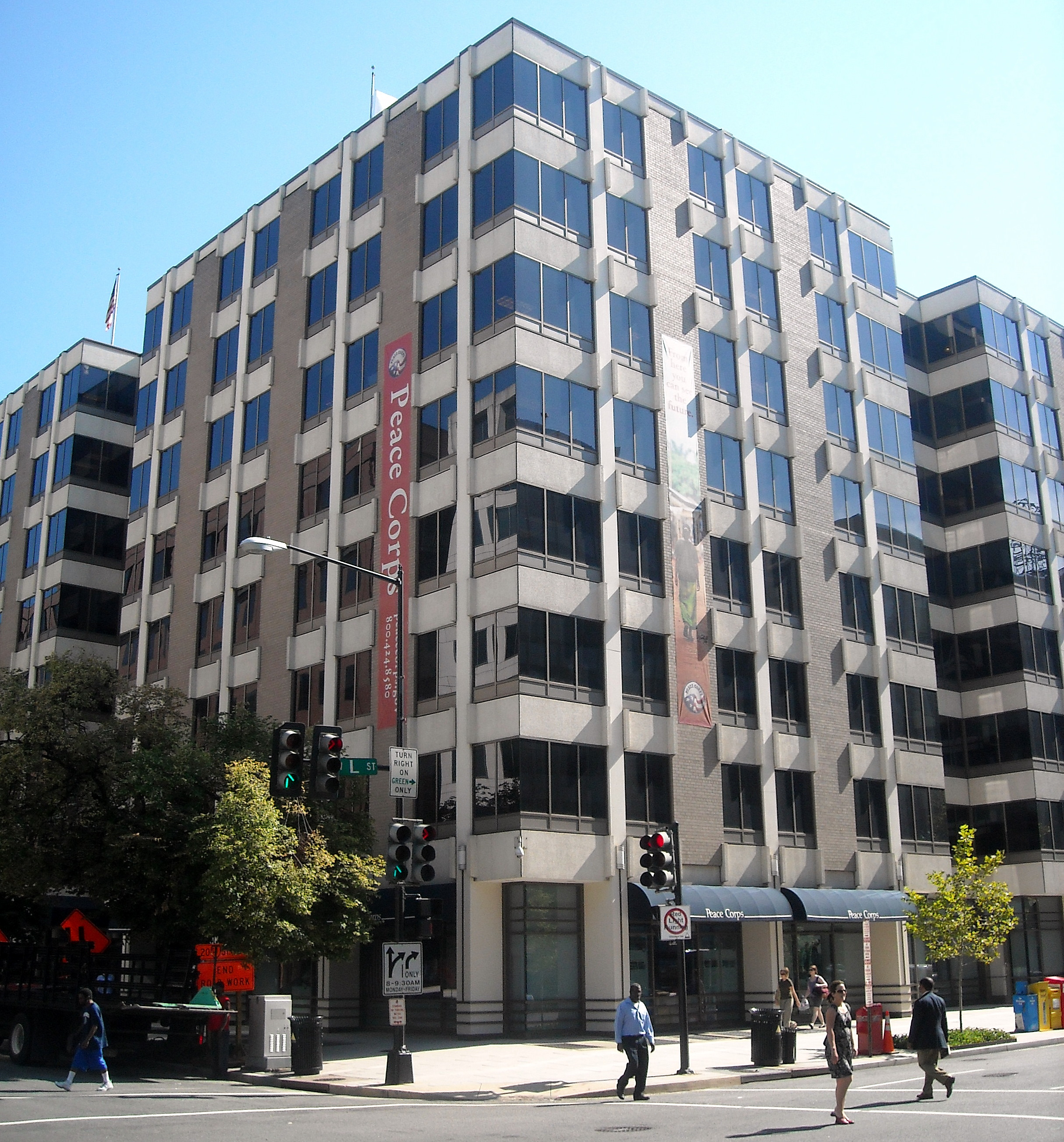
La seu del Cos de Pau, situada a 1111 20th Street, NW al barri Foggy Bottom de Washington DC

No obstant això, no va ser fins a 1956 que aquesta proposta per al primer programa nacional del servei a l'exterior va rebre l'atenció seriosa a Washington després que el Representant Henry S. Reuss (de Wisconsin) promogués les idees "els 4 objectius d'un cos jove." El 1960, ell i el senador Richard L. Neuberger d'Oregon introduir mesures idèntiques que cridaven a un estudi no governamental de la "conveniència i de la factibilitat" de tal empresa. Conjuntament El Comitè d'Afers Exteriors i el Comitè del Senat per a les Relacions Exteriors van donar suport a la idea d'un estudi, l'últim escrit de la proposta de Reuss sobre la legislació mútua de la seguretat pendent fins a aquest moment. D'aquesta manera es va convertir en llei el juny de 1960. A l'agost l'acte mutu de les apropiacions de la seguretat va ser decretat, atorgant una disponibilitat de 10.000 per a l'estudi, i el novembre ICA contactar Maurice Albertson, Andrew E. Arròs i Pauline E. Burkey de la Fundació de la Investigació de la Universitat Estatal de Colorado per fer l'estudi.
John F. Kennedy primer va anunciar la seva pròpia idea per aquesta organització durant la campanya presidencial de 1960 en un discurs a la Universitat de Michigan a Ann Arbor el 14 d'octubre. Més tard, durant un discurs a San Francisco, Califòrnia l'1 de novembre, va nomenar a aquesta organització com "Cos de Pau." Els crítics del programa (inclòs l'opositor, Richard M. Nixon) van demandar que el programa no seria sinó un asil per desertors. Altres van dubtar si els voluntaris universitaris tindrien les habilitats necessàries. La idea era popular entre estudiants d'universitat, però, i Kennedy va seguir perseguint, demanant a estimats acadèmics com Max Millikan i Chester Bowles ajudar a perfilar l'organització i els seus objectius. Durant el seu discurs inaugural, Kennedy va prometre una altra vegada crear el programa: "I per això, compatriotes: pregunti no el que el seu país pot fer per vostè, sinó el que vostè pot fer pel seu país".

### Creació i autorització
L'1 de març de 1961, Kennedy va signar el Decret llei 10.924, que va llançar oficialment el Cos de Pau. Preocupat per la creixent quantitat de sentiment revolucionari al tercer món, Kennedy va veure el Cos de Pau com a mitjà de contrarestar el concepte de l'anomenat "Ugly American" (Nord-americana Lleig) i del "Imperialisme Ianqui", especialment en les nacions emergents d'Àfrica i Àsia postcolonial.
El 4 de març, Kennedy va nomenar al seu cunyat Sargent Shriver com el primer director del programa. Shriver va ser encarregat d'ampliar l'organització, el que va fer amb l'ajuda de Warren W. Wiggens i altres. Shriver i la seva think tank llistar les tres metes principals del Cos de Pau i van decidir el nombre de voluntaris que necessitaven reclutar. El programa va començar a reclutar voluntaris al juliol següent.
Fins a aproximadament 1967, els candidats al Cos de Pau van haver d'aprovar un examen d'accés a l'organització que provava la seva aptitud general (la competència en altres capacitats necessàries per als llocs del Cos de Pau) i la seva aptitud lingüística. Després d'un discurs de Kennedy, el programa va ser autoritzat formalment pel Congrés Nord-americà el 22 de setembre de 1961 i, en menys de 2 anys, més de 7.300 voluntaris servien en 44 països. Aquest nombre va augmentar a 15.000 al juny de 1966, que era el nombre més gran en la història de l'organització fins que es va superar el 2003 (7.553 voluntaris).

### Polèmica inicial
L'organització va experimentar una gran polèmica el primer any de la seva operació. Al 13 d'octubre de 1961, Margery Jane Michelmore, una voluntària en Nigèria, li va enviar una postal a un amic dels Estats Units. En aquesta, va caracteritzar la seva situació a Nigèria com de "misèria i condicions absolutament primitives". No obstant això, aquesta postal mai va sortir del país. La Unió Estudiantil de la Universitat d'Ibadan va reclamar la deportació dels estudiants i els van acusar de ser els espies internacionals dels Estats Units i el projecte de ser "una conspiració dissenyada per fomentar el neocolonialisme ". Poc després, la premsa internacional es va assabentar de la història, portant a diverses persones d'alt rang de l'administració nord-americana qüestionar el futur de tot el programa. Alguns estudiants nigerians van protestar contra el programa, i els voluntaris nord-americans es van retirar temporalment dels seus llocs, començant després una vaga de fam. Després de diversos dies, els estudiants nigerians van acordar dialogar amb els nord-americans.

### Agència Federal Independent
L'impacte del Cos de Pau durant aquesta època va ser mínim. Per 1966, més de 15.000 voluntaris es trobaven treballant en el camp, sent aquest el segon nombre més alt de voluntaris actius en la història d'aquesta organització. El juliol de 1971, el president Richard Nixon, un oponent del programa, va posar al Cos de Pau sota el control de l'agència "paraigua" ACTION. El president Jimmy Carter, un defensor del programa, va dir que la seva mare, que havia servit com a infermera al programa, havia tingut "una de les experiències més glorioses de la seva vida" al Cos de Pau. A causa d'això, Carter va declarar el 1979 l'organització completament autònoma mitjançant un Decret Llei Aquesta independència es va consolidar quan el Congrés va aprovar una legislació en 1981 per convertir l'organització en una agència federal independent.